# Vila Velha de Ródão

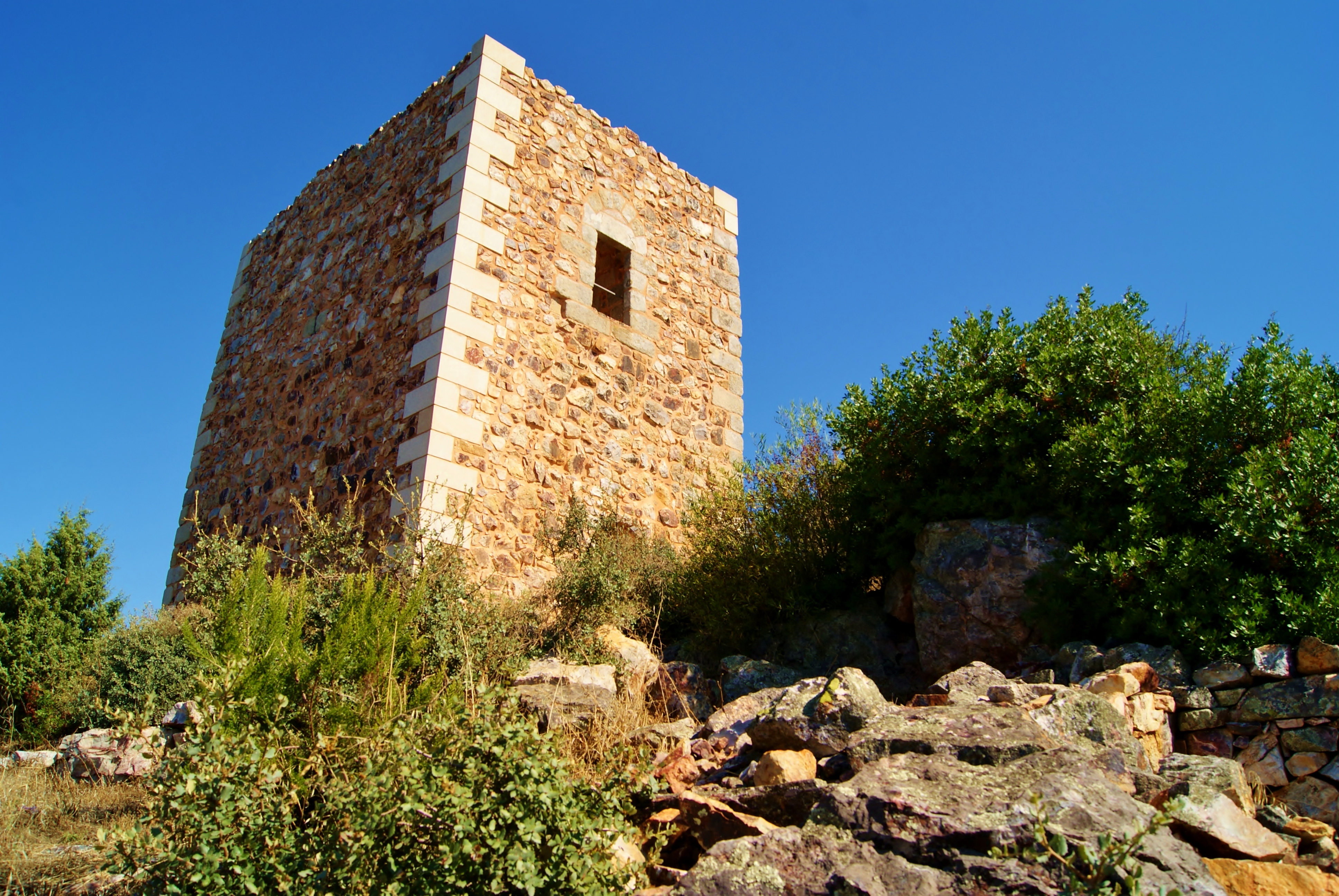
Château de Ródão.

Vila Velha de Ródão est une ville portugaise du district de Castelo Branco. Elle possède un site naturel exceptionnel, les portes de Ródão (pt). Il s'agit du passage le plus étroit du Tage sur son cours au Portugal.

## Histoire
Les Templiers détenaient des droits sur la vieille ville de Ródão (pt). En 1231, ils ratifient un accord à ce sujet avec les Hospitaliers.

### Monuments
- Château de Ródão (pt)

## Personnalités liées
- Manuel Cargaleiro (1927-2024), peintre portugais.

## Freguesias
- Fratel (pt)
- Perais (pt)
- Sarnadas de Ródão (pt)
- Vila Velha de Ródão (pt)